# Дубовицкий, Виктор Михайлович
Ви́ктор Миха́йлович Дубови́цкий (13 октября 1984) — российский баскетболист. Кандидат в мастера спорта.

## Карьера
Воспитанник баскетбольной школы клуба «Химки» из Московской области, в составе которого выступал с 2008 по 2009 год.
В октябре 2009 года подписал контракт с клубом «Локомотив-Кубань», выступающим в Суперлиге А.

## Достижения
- 2007 — победитель чемпионата штата Флорида, второе место в чемпионате NJCAA;
- 2008 — серебряный призёр Промо Кубка Единой лиги ВТБ